# Emil Cohn
Emil Georg Cohn (Neustrelitz, 28 de setembro de 1854 — Ringgenberg, 28 de janeiro de 1944) foi um físico alemão.
Nasceu em Neustrelitz, na região de Mecklemburgo, em 28 de setembro de 1854. Filho de August Cohn, um advogado, e Charlotte Cohn. Com 17 anos de idade começou a estudar jurisprudência na Universidade de Leipzig. Entretanto, na Universidade de Heidelberg e na Universidade de Estrasburgo, começou a estudar física.

## Publicações
- Cohn, E. (1900). Das Elektromagnetische Feld - Vorlesungen über die Maxwell'sche Theorie. Leipzig: S. Hirzel; Second edition Berlin 1927: Das elektromagnetische Feld - Ein Lehrbuch
- Cohn, E. (1900). «Über die Gleichungen der Electrodynamik für bewegte Körper». Recueil de travaux offerts par les auteurs à H. A. Lorentz à l’occasion du 25ème anniversaire de son doctorat le 11 décembre 1900, Archives néerlandaises. 5: 516–523
- Cohn, E. (1901). «Über die Gleichungen des elektromagnetischen Feldes für bewegte Körper». Göttinger Nachrichten: 74–99
- Cohn, E. (1901). «Ueber die Gleichungen des elektromagnetischen Feldes für bewegte Körper». Annalen der Physik. 312 (1): 29–56. Bibcode:1901AnP...312...29C. doi:10.1002/andp.19013120103
- Cohn, E. (1904). «Zur Elektrodynamik bewegter Systeme I». Sitzungsberichte der Königlich Preussischen Akademie der Wissenschaften. 1904 (40): 1294–1303

- Wikisource translation: On the Electrodynamics of Moving Systems I

- Cohn, E. (1904). «Zur Elektrodynamik bewegter Systeme II». Sitzungsberichte der Königlich Preussischen Akademie der Wissenschaften. 1904 (43): 1404–1416

- Wikisource translation: On the Electrodynamics of Moving Systems II

- Cohn, E (1904). «Antikritisches zu Hrn. Wiens "Differentialgleichungen der Elektrodynamic für bewegte Körper"». Annalen der Physik. 14 (6). 208 páginas. Bibcode:1904AnP...319..208C. doi:10.1002/andp.19043190619
- "Physikalisches über Raum und Zeit", Himmel und Erde XIII, 117–136 (1911); auch als Broschüre veröffentlicht: Physikalisches über Raum und Zeit, Berlin/Leipzig 1920, 4. Auflage (30 S.).
- "Faraday und Maxwell", Deutsches Museum - Abhandlungen und Berichte 4 (1), Berlin 1932 (29 S.).